# Axamenta
Axamenta, stylisé AxamentA, est un groupe belge de black metal.

## Histoire
Axamenta est formé en 1993 et, avec ses premiers membres, sort plusieurs démos et un album, Codex Barathri. Une série de changements de groupe a lieu au début des années 2000, ne laissant que le chanteur Peter Meynckens comme membre d'origine.
Avec le nouveau line-up, le groupe sort l'EP Incognation, avec des chansons comme Demons Shelter Within. L'EP est accueilli avec enthousiasme par les fans de metal belges qui en redemandent. Le groupe continue à écrire des chansons pendant un an avant d'entrer en studio en mai 2005 et de mettre en boîte leur album-concept Ever-Arch-i-tech-ture tant attendu, sous la direction experte de Jacob Hansen. L'album est ensuite mixé au Studio Fredman à Göteborg, en Suède, sous la direction du producteur Frederik Nordström (In Flames, Soilwork, Dimmu Borgir, The Haunted, Old Man's Child) et comporte une contribution vocale de Daniel Gildenlöw (Pain of Salvation) sur le titre Threnody for an Endling. En 2006, Axamenta signe avec le label LSP et l'album peut enfin sortir un peu moins d'un an après son enregistrement. Dans les semaines qui suivent, les critiques positives ne cessent d'affluer, et obtient le titre de « CD du mois » au magazine Aardschok. L'album sort également au Japon un peu plus tard.
Le 30 avril 2008, le groupe donne un concert d'adieu au Hof ter Loo (aujourd'hui Trix) et se sépare, tous les membres prenant des directions musicales différentes.
En juillet 2022, le groupe annonce sur sa page Facebook son retour en studio et qu'un nouvel EP SpireS est attendu pour la fin de l'année,,. Avant Noël 2022, ils décident d'aller en studio pour enregistrer une version extrêmement inhabituelle du classique de Noël Last Christmas de Wham!, intitulée Blast Christmas.

## Discographie

### Albums studio
- 1999 : Nox Draconis Argenti
- 2001 : Codex Barathri
- 2004 : Incognation (EP)
- 2006 : Ever-Arch-I-Tech-Ture